# Spiel der Spiele
Österreichischer Spielepreis er en østrigsk spilpris, der blevet uddelt årligt siden 2001 af Österreichisches Spiele Museum. Hovedprisen kaldes Spiel der Spiele.

## Vindere af Spiel der Spiele
- 2001: Die neuen Entdecker (Klaus Teuber) af Kosmos
- 2002: Pueblo (Michael Kiesling, Wolfgang Kramer) af Ravensburger
- 2003: King Arthur (Reiner Knizia) af Ravensburger
- 2004: Einfach Genial (Reiner Knizia) af Kosmos Spiele
- 2005: Trans Europa (Franz-Benno Delonge) af Winning Moves
- 2006: Tal der Abenteuer (Reiner Knizia) af Parker/Hasbro
- 2007: Extreme Activity (Ulrike Catty, Maria Führer) af Piatnik
- 2008: Suleika (Dominique Ehrhard) af Zoch
- 2009: Ramses Pyramid (Reiner Knizia) af Lego
- 2010: Atlantis (Leo Colovini) af Amigo
- 2011: Asara (Wolfgang Kramer, Michael Kiesling) af Ravensburger
- 2012: Santa Cruz (Marcel-André Casasola Merkle) af Hans im Glück
- 2013: Golden Horn: Von Venedig nach Konstantinopel (Leo Colovini) af Piatnik
- 2014: Abluxxen (Wolfgang Kramer, Michael Kiesling) af Ravensburger
- 2015: Mmm! (Reiner Knizia) af Pegasus
- 2016: Kerala (Kirsten Hiese) af Kosmos
- 2017: Bärenpark (Phil Walker-Harding) af Lookout Games
- 2018: Istanbul − Das Würfelspiel (Rüdiger Dorn) af Pegasus
- 2019: Forbidden Sky (Matt Leacock) af  Schmidt Spiele
- 2020: Smart 10 (Christoph Reiser, Arno Steinwender) af Piatnik
- 2021: Flyin’ Goblin (Corentin Lebrat, Théo Rivière) af iello
- 2022: Wonder Book (Martino Chiacchiera, Michele Piccolini) af daVinci/abacusspiele
- 2023: Café del Gatto (Lena Burkhardt, Julia Wagner) af Schmidt Spiele
- 2024: Mycelia (Daniel Greiner) af Ravensburger